# Boys and Girls (Kurzfilm)
Boys and Girls ist ein kanadisches Kurzfilm-Drama von Don McBrearty aus dem Jahr 1983. Es beruht auf einer Kurzgeschichte von Alice Munro.

## Handlung
Die 13-jährige Margaret lebt mit ihren Eltern und ihrem kleinen Bruder Laird auf einer abgelegenen Fuchsfarm in Kanada. Regelmäßig kauft der Vater Pferde, die er nach kurzer Zeit erschießt, um sie anschließend zu Fuchsfutter zu verarbeiten. Die Geschwister schauen heimlich einer Pferdeerschießung zu und Laird reagiert verschreckt. Margaret beruhigt ihn, da die Tötung des Pferdes notwendig sei. Während Laird die Arbeit auf der Farm nicht interessiert, hilft Margaret bei der Fuchsfütterung, mistet die Ställe aus und bietet sich sogar an, die Fleischstücke zukünftig selbst durch den Fleischwolf zu drehen. Der Vater erlaubt es ihr und will sich sogar überlegen, ob Margaret beim nächsten Pferdekauf dabei sein darf. Die Mutter jedoch beschwert sich beim Vater, dass Margaret ihr zu selten im Haushalt hilft und sie lernen müsse, die Pflichten einer Frau zu erfüllen. Sie weist ihn an, sie nicht mit zum Pferdekauf zu nehmen.
Margaret sieht später, wie die Männer der Farm ohne sie zum Pferdekauf fahren. Sie hilft stattdessen ihrer Mutter und Großmutter, die sie ständig zu einem mehr damenhaften Verhalten ermahnt, beim Früchteeinwecken. Als sie ihrem kleinen Bruder später sagt, dass er gar nichts könne, behauptet er, nützlicher als sie sein zu können, weil er ein Junge sei. Margaret geht wortlos. Das neue Pferd nennt sie Flora. Von Laird erfährt sie am Abend, dass Flora bereits am nächsten Tag erschossen werden soll. Margaret stellt den Vater zur Rede, der nichts dabei findet, diese Neuigkeit dem Sohn und nicht auch der Tochter erzählt zu haben. Am nächsten Morgen reißt sich das Pferd kurz vor der Erschießung los. Obwohl Margaret das Tor des Hofes rechtzeitig schließen könnte, hält sie dem Pferd das Tor auf. Laird beobachtet sie dabei, sagt jedoch nichts. Die Männer der Farm fahren mit Laird los, um Flora einzufangen, und kehren am Abend mit dem Pferd zurück. Laird, so sagen sie, habe sich beim Einfangen wacker geschlagen. Als Laird sie später zur Rede stellt, weiß Margaret nicht, warum sie Flora hat laufen lassen. Am Abendbrottisch verrät Laird ihr Handeln. Der Vater reagiert wütend. Als Laird meint, dass Margaret weint, entgegnet der Vater „Never mind, she’s only a girl“ („Schon gut, sie ist nur ein Mädchen.“). Margaret verlässt wortlos den Essenstisch. Laird findet sie wenig später vor dem Wohnhaus. Er habe sie nur verraten, weil sie ihm keinen Grund für ihr Handeln nennen konnte. Margaret stellt fest, dass sie wusste, dass die Männer das Pferd einfangen werden – sie jedoch werden sie selbst nie erwischen („catch“).

## Produktion
Boys and Girls beruht auf der Kurzgeschichte Jungen und Mädchen von Alice Munro aus dem Jahr 1964. Das Ende des Buches wurde dabei verändert: Denkt Margaret (im Buch namenlos) am Ende des Buches, dass ihr Vater mit seiner Rollenzuordnung recht haben könnte, lehnt sie sich am Ende des Films gegen die Rollenzuordnung als Frau auf, wenn auch nur gegenüber ihrem jüngeren Bruder.
Der Film entstand als Koproduktion von Atlantis Films und der Canadian Broadcasting Corporation. Die Dreharbeiten fanden in Markham sowie auf einer Pelzfarm in Alliston in Ontario statt. Am Ende ist das Lied Stand By Your Man zu hören. Boys and Girls erschien erstmals 1983.

## Auszeichnungen
Boys and Girls gewann 1984 den Oscar in der Kategorie Bester Kurzfilm.